# Hashem Beikzadeh
Hashem Beikzadeh (persisch هاشم بیک زاده; * 22. Januar 1984 in Teheran) ist ein iranischer Fußballspieler.

## Karriere

### Klub
Er begann seine Karriere in seiner Geburtsstadt bei Fajr Sepasi, wo er zur Saison 2003/04 von der U21 fest in die erste Mannschaft wechselte. Nach der Saison 2007/08 verließ er den Klub, um sich Esteghlal Teheran anzuschließen. Nach zwei Jahren wechselte er zur Spielzeit 2010/11 weiter zum Sepahan FC, bevor er nach weiteren zwei Saisons zu Esteghlal zurückkehrte. Dort gelang ihm mit der Mannschaft in der Saison 2012/13 auch der Meistertitel in der Liga. Zur Saison 2015/16 wechselte er für ein halbes Jahr zu Saba Qom. Danach verbrachte er die Rückrunde bei Zob Ahan, kehrte aber zur Folgesaison zu Saba zurück. Im Januar 2017 folgte ein neuer Vertrag bei Tractor Sazi, hier blieb er wieder einmal jedoch nur kurz und bereits im Sommer schloss er sich dann für eine Saison Naft Teheran an. Im August 2018 wurde dann Sorkhpooshan Pakdasht seine neue Heimspielstätte. Sein letzter Wechsel brachte ihn im Februar 2019 zu Baadraan Teheran, wo er nach der laufenden Saison dann auch seine Karriere beendete.

### Nationalmannschaft
Sein Debüt für die iranische A-Nationalmannschaft hatte er am 8. August 2006 bei einem 1:0-Freundschaftsspielsieg über die Vereinigten Arabischen Emirate, als er in der 74. Minute für Alireza Nikbakht Vahedi eingewechselt wurde. Als Nächstes war er im Kader der Mannschaft bei der Westasienmeisterschaft 2007, welche der Iran am Ende auch gewinnen konnte.
In den nächsten Jahren folgten dann weitere Freundschaftsspiele, einzelne Qualifikationsspiele und ein Einsatz bei der Westasienmeisterschaft 2010. Danach folgten knapp drei Jahre, in denen er keine weiteren Nationalmannschaftseinsätze mehr hatte. Im Juni 2013 wurde er dann erst wieder mehrfach in Spielen der Qualifikation zur Weltmeisterschaft 2014 aufgeboten. Anschließend war er auch im Kader für die WM 2014, bekam im Turnier jedoch keinen Einsatz. Im Jahr 2015 folgten dann noch drei Freundschaftsspieleinsätze und danach keine Nominierung für die Nationalmannschaft mehr.